# Spinellus chalybeus
Spinellus chalybeus är en svampart som först beskrevs av Dozy & Molk., och fick sitt nu gällande namn av Paul Vuillemin 1904. Spinellus chalybeus ingår i släktet Spinellus och familjen Phycomycetaceae.   Inga underarter finns listade i Catalogue of Life.